# Melvins
Melvins je americká punk metalová kapela, která obvykle vystupuje ve třech. Melvins stáli u zrodu hudebního žánru grunge v Seattlu. Skládá se ze zpěváka a kytaristy Buzze Osbourna a bubeníka Dale Crovera. Baskytarista se v kapele často střídá, na mnoha koncertech také hostují doprovodní kytaristé.
Kapela vznikla v roce 1983. Z počátku hráli skladby od The Who a Jimiho Hendrixe později začali skládat svůj vlastní repertoár. Zpočátku hráli velmi rychlý hardcore, později pod vlivem alba My War od Black Flag zpomalili a vyvinuli pomalý, velmi agresivní zvuk s hutnými podladěnými riffy, kombinující hardcore punk a metal, čímž položili základy grunge a sludge metalu. Kvůli změně stylu se o nich občas se špetkou nadsázky říká, že se Melvins z nejrychlejší punkové kapely stali tou nejpomalejší a nejen v punku, ale i v rámci celého rockového žánru. Jsou typičtí pro seattleskou grungeovou hudební scénu, někteří její členové hráli s Kurtem Cobainem v jeho první kapele Fecal Matter (Kurt Cobain stál i za produkcí jejich nejznámějšího alba Houdini). Do současnosti vydali okolo dvaceti alb.